# 欣特魯格山
47°9′13.2″N 9°18′17.4″E / 47.153667°N 9.304833°E

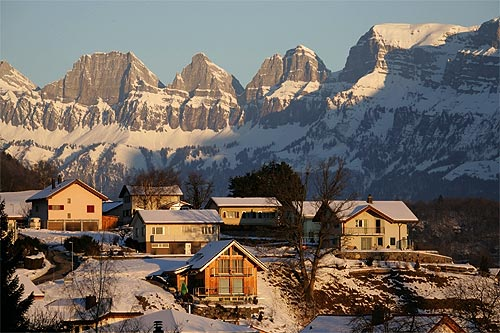

欣特魯格山（Hinterrugg），是瑞士的山峰，位於該國東北部，由聖加侖州負責管轄，屬於阿彭策爾阿爾卑斯山脈的一部分，海拔高度2,306米，每年平均降雨量1,954毫米。

## 外部連結
- Hinterrugg - the highest of the seven Churfirsten peaks （页面存档备份，存于）